# Nanohammus rondoni
Nanohammus rondoni là một loài bọ cánh cứng trong họ Cerambycidae.